# Olympische Winterspiele 1984/Teilnehmer (Bulgarien)
| Gelbes Symbol für Goldmedaillen mit stilisierten Olympischen Ringen | Graues Symbol für Silbermedaillen mit stilisierten Olympischen Ringen | Braundes Symbol für Bronzemedaillen mit stilisierten Olympischen Ringen |
| ------------------------------------------------------------------- | --------------------------------------------------------------------- | ----------------------------------------------------------------------- |
| —                                                                   | —                                                                     | —                                                                       |

Bulgarien nahm an den Olympischen Winterspielen 1984 in Sarajevo mit einer Delegation von 16 Athleten (1 Frau, 15 Männer) teil. Der Biathlet Wladimir Welitschkow wurde als Fahnenträger für die Eröffnungsfeier ausgewählt.

## Teilnehmer nach Sportarten

### Biathlon
Herren:
- Juri Mitew
10 km: 31. Platz
20 km: 40. Platz
- Wladimir Welitschkow
10 km: 14. Platz
20 km: 13. Platz
- Spas Slatew
10 km: 38. Platz
20 km: 27. Platz

### Eiskunstlauf
Eistanz:
- Christina Bojanowa / Jawor Iwanow
18. Platz

### Ski Alpin
Herren:
- Walentin Gitschew
Riesenslalom: 28. Platz
Slalom: DSQ
- Mitko Chadschiew
Riesenslalom: 31. Platz
Slalom: DNF
- Borislaw Kirjakow
Riesenslalom: DNF
Slalom: 15. Platz
- Petar Popangelow
Riesenslalom: 21. Platz
Slalom: 6. Platz

### Ski Nordisch

#### Langlauf
Herren:
- Swetoslaw Atanassow
15 km: 51. Platz
30 km: 48. Platz
4 × 10 km: 10. Platz
- Christo Barsanow
30 km: 53. Platz
4 × 10 km: 10. Platz
- Milusch Iwantschew
15 km: 52. Platz
30 km: 45. Platz
50 km: 40. Platz
4 × 10 km: 10. Platz
- Atanas Simittschiew
15 km: 38. Platz
50 km: DNF
4 × 10 km: 10. Platz

#### Skispringen
Herren:
- Walentin Boschkow
Normalschanze: 37. Platz
- Wladimir Brejtschew
Normalschanze: 19. Platz
Großschanze: 42. Platz
- Angel Stojanow
Normalschanze: 49. Platz
Großschanze: 49. Platz